# DJ Pooh
D.J. Pooh, nome artístico de Mark Jordan (Los Angeles, 29 de junho de 1969), é um produtor musical, rapper, diretor, roteirista e ator dos Estados Unidos da América.
Ele produziu álbuns para muitos rappers como Snoop Dogg, Ice Cube, LL Cool J e muitos outros.
Teve grande participação em Grand Theft Auto: San Andreas e em Grand Theft Auto V como roteirista principal e como locutor da rádio West Coast Classics no GTA V.

## Produção
Jogos eletrônicos e filmes como diretor, ator, produtor e roteirista.
- Grand Theft Auto: San Andreas (2004, jogo eletrônico) — Roteirista
- The Wash (2001, filme) — Ator
- Friday (1995, longa-metragem) — Ator
- The Wash (2001) — Diretor
- The Wash (2001) — Produtor
- Friday (1995) (como produtor associado) — Produtor
- Friday After Next (2002) — Roteirista
- The Wash (2001) — Roteirista
- Next Friday (2000) — Roteirista
- Friday (1995) — Roteirista